# Акцынов, Владимир Петрович
Владимир Петрович Акцынов (14 (26) апреля 1877, Санкт-Петербург, Российская империя — 9 июля 1936, Сан-Франциско, США) — русский военачальник, генерал-майор. Участник Белого движения в Сибири. Эмигрант.

## Биография

### Учёба
Выпускник Второго Московского кадетского корпуса (1896). Службу начал в 5-м Киевском гренадерском полку.

### Служба
Служил на Дальнем Востоке: во Владивостоке, на Амурской железной дороге. Был произведен в подполковники Отдельного корпуса жандармов.
Полковник — начальник Томского Губернского Жандармского Управления. Начальник Вятского Губернского Жандармского Управления.

### Участник Белого движения
После захвата власти в стране большевиками с 21 февраля 1919 года служил у барона Унгерна начальником штаба Азиатской дивизии.
Начиная с декабря 1919 года, был представителем генерала Унгерна при атамане Г. М. Семёнове. Был произведен Семёновым в генерал-майоры.

### Эмиграция
В 1923 году с семьей перебрался в США, в Сиэтл, затем переехал в Сан-Франциско.
В эмиграции сотрудничал с издательством «Новая заря».